# Dorso de cuesta

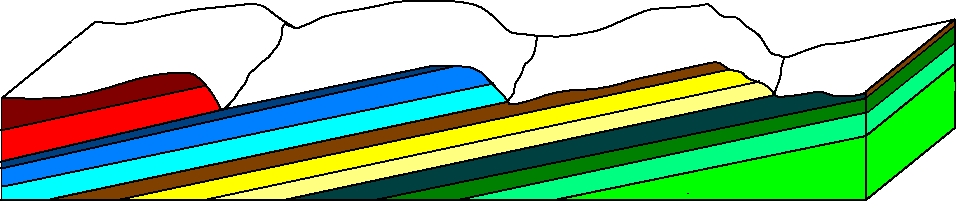
Sección esquemática de una cuesta, dorsos de cuestas orientadas hacia la izquierda y capas de rocas más duras en colores más oscuros que las capas de rocas blandas.

Un dorso de cuesta es una superficie topográfica (geomórfica) que se inclina en la misma dirección, y con frecuencia en la misma cantidad, que la verdadera pendiente o inclinación aparente de los estratos subyacentes. Un dorso de cuesta es la superficie superior de una capa de roca resistente, a menudo denominada roca de cobertura, que normalmente apenas se asienta y cuya pendiente se reduce por efecto de la erosión. Los dorsos de cuesta conforman los salientes de cuestas, crestas homoclinales, abaulamientos (hogbacks) y planchas (flatirons). Las pendientes de estas crestas consisten en un escarpado, una pendiente pronunciada o incluso una línea de acantilados. En general, las cuestas y las crestas homoclinales son asimétricas en el sentido de que sus pendientes de inclinación son menos empinadas que sus escarpas. En el caso de los abaulamientos y las llanuras, la inclinación de las rocas es tan abrupta que su declive se acerca al escarpe en su pendiente.

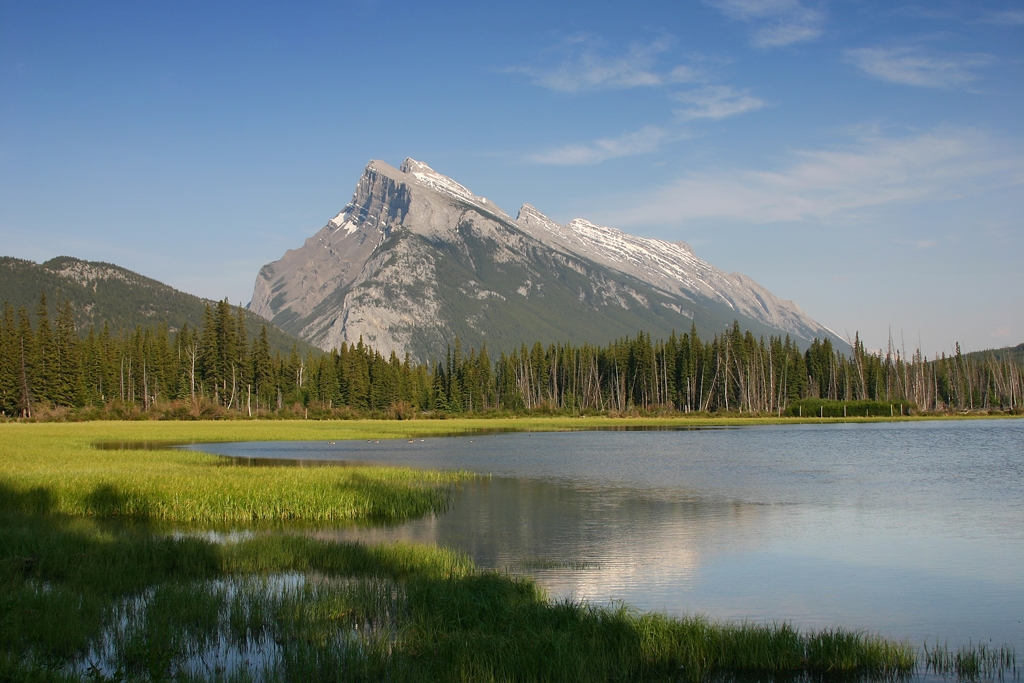
La cara sur (derecha) del Monte Rundle en Canadá es un buen ejemplo de un dorso de cuesta. La roca de cobertura es dolomía.

## Deslizamientos de terreno
Algunos dorsos de cuesta son muy proclives a los deslizamientos de terreno, a causa de los estratos en cuesta que se encuentran por debajo de los mismos. Las placas grandes de roca poseen una tendencia a deslizarse por los dorsos de cuesta.